# Deanté Battle
Deanté Battle (...) è un ex giocatore di football americano statunitense che ha giocato come defensive back.